# Blastocystis
Blastocystis је род анаеробних протиста, чије врсте који могу паразитирати човека, остале кичмењаке, а понекад и инсекте. Иако припадају групи хетероконтних организама, не поседују бичеве. Поседују два или више једара у ћелији. Обољење које изазивају назива се бластоцистоза.